# Micpe Ilan
Micpe Ilan (hebrejsky מצפה אילן, v oficiálním přepisu do angličtiny Mitspe Ilan, přepisováno též Mitzpe Ilan nebo Mizpe Ilan) je vesnice v severním Izraeli, v Oblastní radě Menaše, která je ale oficiálně součástí města Kacir-Chariš.

## Geografie
Nachází se v nadmořské výšce 149 metrů v kopcovité krajině na jihozápadním okraji regionu vádí Ara, cca 40 kilometrů jihojihovýchodně od Haify a cca 10 kilometrů jihozápadně od Umm al-Fachm. Severně od vesnice se rozkládá zalesněná vrchovina Giv'ot Iron, kterou podél severní a západní strany vesnice prochází hluboké údolí vádí Nachal Narbeta. Osada leží necelý 1 kilometr od Zelené linie, která odděluje vlastní Izrael a Západní břeh Jordánu.
Na dopravní síť je Micpe Ilan napojen pomocí lokální silnice 611.

## Dějiny
Micpe Ilan vznikl v červnu 2002 coby polovojenský opěrný bod typu nachal. V té době vrcholila Druhá intifáda, která se projevovala napětím i mezi izraelskými Araby žijícími v regionu vádí Ara. Zároveň došlo k opadnutí zájmu Židů o usidlování v tomto regionu (nezájem potkal zejména rozvíjející se obytný soubor Chariš 2 kilometry západně odtud). V reakci na tento trend se v Micpe Ilan v dubnu 2005 usadila skupina Židů. Civilní usídlení v Micpe Ilan organizovalo sdružení Or Mesimot. Komunita je pojmenována podle izraelského astronauta Ilana Ramona.
V roce 2009 byla vesnice uznána za administrativně samostatnou obec.
Micpe Ilan je součástí Oblastní rady Menaše. Většina obyvatel za prací dojíždí mimo osadu. Pracují v sektoru služeb, jako státní zaměstnanci, ve školství, sociální péči nebo v oblasti hi-tech bezpečnostních systémů. Vedení vesnice plánuje výhledovou kapacitu 350 rodin. V Micpe Ilan funguje synagoga. Okolní krajina má turistický potenciál.

## Demografie
V roce 2008 se v Micpe Ilan uvádělo 38 žijících rodin. Osada tehdy ještě neměla status samostatné obce (statisticky byla zahrnována do města Kacir-Chariš), ale byla postupně vybavována běžnou infrastrukturou.
Podle údajů z roku 2014 tvořili naprostou většinu obyvatel v Micpe Ilan Židé (včetně statistické kategorie "ostatní", která zahrnuje nearabské obyvatele židovského původu ale bez formální příslušnosti k židovskému náboženství).
Jde o menší obec vesnického typu s dlouhodobě rostoucí populací. K 31. prosinci 2014 zde žilo 313 lidí. Během roku 2014 populace stoupla o 4,3 %. Populace vesnice je mimořádně mladá. K roku 2013 obec patřila mezi 10 venkovských sídel v Izraeli s nejvyšším podílem obyvatelstva ve věku do 17 let (68,2 % z celkové populace obce).
| Rok            | 2010 | 2011 | 2012 | 2013 | 2014 |
| -------------- | ---- | ---- | ---- | ---- | ---- |
| Počet obyvatel | 196  | 264  | 295  | 300  | 313  |